# Fereshteh Khosroujerdy
Fereshteh Khosroujerdy (en persa: فرشته خسروجردی‎)  (Irán, siglo XX) es una cantante iraní. Nació con discapacidad visual y huyó de Irán en 2007 tras sufrir violencia doméstica a manos de su marido. Se instaló en el Reino Unido.

## Trayectoria
Fereshteh Khosroujerdy nació en la frontera entre Irán y Afganistán. Nació con discapacidad visual. Desde niña le gustaba cantar. Como la religión musulmana no permite que las mujeres canten en público, su familia amenazó con echarle gasolina y prenderle fuego si la veían cantar en público.
Sus padres consideraban que Alá les había castigado con la ceguera de su hija. Sufrió malos tratos y la obligaron a casarse con un hombre que ya tenía dos esposas. Fereshteh recuerda cantar para sí misma cuando estaba deprimida, pero nunca imaginó poder cantar en público. Fereshteh Khosroujerdy forma parte de la Fundación Musical Baluji. Y sobre su experiencia con la institución, nos cuenta:

«Soy originaria de Irán y ciega. Cuando conocí a Baluji, no podía hablar mucho. La gente pensaba que era ciega, una persona discapacitada. Cuando me pedían que hablara, me ponía a llorar. Nunca me consideraron una persona normal. Pero Baluji me dio la oportunidad de encontrar mi confianza y poder hablar con facilidad. Ahora hablo tanto que la gente quiere que me calle».

Fereshteh Khosroujerdy también ha sido confirmada como miembro de la Inner Vision Orchestra para las actuaciones de 2023 y 2024. La Inner Vision Orchestra se fundó en 2012 y es la única orquesta profesional del mundo formada por personas ciegas. Baluji Shrivastav, un músico indio que toca el sitar, reclutó a 13 compañeros ciegos y creó la orquesta. Baluji se quedó ciego tras una infección ocular que no se trató adecuadamente. Según él: Vivíamos en un pueblo y mi madre adolescente no se dio cuenta de que la suciedad que tiró al quitarme las vendas era lo que quedaba de mis ojos.
Fereshteh Khosroujerdy canta en farsi, dari, turco e inglés.

## Reconocimientos
En 2013, fue nombrada por la BBC como una de las 100 mujeres más inspiradoras del mundo.